# 이토 하치
이토 하치(일본어: 伊藤 ハチ: ????년 7월 14일- )는 일본의 여성 만화가다.
고교시절인 2007년부터 써클 "하치시로"(はちしろ) 명의로 동인활동을 개시. 2013년까지는 닌텐도 게임이나 무민의 2차창작을 만들었다.  미대에서 일본화를 전공, 졸업한 뒤 애니메이션 제작사에 취직. 배경 일을 하면서 개인적으로 삽화가 겸 만화가로 일했다.
2013년 말부터 백합 작품의 집필을 시작했다.
작풍은 섬세하고 미려한 터치가 특징적이다.